# やがて魔剱のアリスベル
『やがて魔剱のアリスベル』（やがてまけんのアリスベル）は、赤松中学による日本のライトノベル。イラストは閏月戈が担当。電撃文庫（アスキー・メディアワークス→KADOKAWA）より2012年9月から2016年1月まで刊行された。
メディアミックスとして、滝乃大祐によるコミカライズが『電撃G'sコミック』に連載された。
同作者のライトノベル『緋弾のアリア』と世界観を共有している。序盤では未来の時間軸で話が進行するが、中盤に起こる時間遡行が原因で『緋弾』と時間軸が重なり、2作品がリンクしていくという形をとっている。本作が完結した後も一部人物のその後は『緋弾』側にて描かれている。

## あらすじ
鳳凰戦役。それは、全て集めるとどんな願いも叶えてくれる『鳳の欠片』を巡り、秘密裏に行われている争い。一見平和な世の中で日夜、異能や人外といった様々な者達が欠片を巡って戦い、奪い合ってきた。2013年春のある夜、偶然異能同士の争いに巻き込まれた静刃は、その日からアリスベル達と共に自らの異能を消す願いを叶えるため、異能の世界へと足を踏み入れていく。
1巻
足を踏み入れた非日常。知らされる世の中の真実。自身の異能を消すため、アリスベル達と共に欠片を集めることになる。
2巻
突如、瑠姫から挑まれた決闘。学校側からも正式に受理され、義姉の矢子と共にこれを受ける。
3巻
遂に復活した鳳。そこへ願いを奪いに来た妖の鵺。その戦いで静刃の過去と現在が交錯する。
4巻
鵺の暦鏡によって2010年へと渡った静刃達。元の時代に帰る手段をこうじる彼らの前に「双剣双銃」の二つ名を持つ者が襲来する。そして静刃は自らとは違う別の妖刕「白い妖刕」と出会う。
5巻
仍島での窮地で窮地に陥り、鵺の即席の暦鏡へと飛び込んだその先は2009年のドイツ。そこで『緋弾』側と交錯する。クエスと名乗る魔女との取引で【眷属】に傭兵として依頼を受ける。
6巻
クエスに騙され、2011年へと送られた静刃達。巻との再会と再戦。津波に呑み込まれた静刃であったが、鴉による神隠しによって2013年に帰還した。成長した刹那との再会。龒の復活のため、再び殲と戦う決意と共に戦いに臨む。
番外編ヒロインズアソート
3巻と4巻の間の物語。静刃達の日常を描いている。

## 登場人物

### 主要人物
原田 静刃（はらだ せいじ）
本作の主人公。居鳳高1年X組。
特殊な生まれでも後天的な異能者でもないはずの一般人だったが、幼少時代に謎の男から貸与された妖刕を使ってしまったことで政府に目を付けられ、高校進学に伴い強制的に居鳳高に入学させられてしまっている。その際の出来事の記憶は祈によって封じられていたが、鴉による精神攻撃によって封印が解かれてしまい強制的に思い出した。
当初は異能に関わることを嫌がり、鳳への願いも「自分の異能を消す」ことと「鳳を殺す」ことだったが、自らの異能を消すことができない事実を知り、現状は放置している。
度重なる戦いの日々を経て、次第に妖刕とその一部となった自身を受け入れていく。
鵺との戦いで1度心停止するも、妖刕が雷を誘電する荒業で息を吹き返す。妖刕のリミッターを刀精と同意することで解除し、100%の潜在能力開放が可能となった。
殲との決戦後、アリスベルに荷電粒子砲によって妖刕と黒套を完全に破壊ができることを知らされるも、しばらくはこのままでいる意思を告げた。
2013年に戻り、全ての戦いを終えた後は、度重なる時間遡行により崩れた歴史のバランスを修正するため、鵺を伴い過去に向かっている。その後が描かれた『緋弾』では、2010年の時点で公安0課の一員として活動している。
武器は二刀一対の妖刀とタウラス・レイジングブル、ウィンチェスターM1887のソードオフモデル。
左全（さぜん）
2010年11月に静刃の前に現れ、妖刕で妖と戦った隻腕隻眼の男。右目と右腕が無く、右目は義眼。静刃に「女は危険の呼び水」と言い聞かせた。
正体は2013年4月から過去の静刃を殺しに来た鵺を追ってきた「2013年の静刃」。矢子と見た映画の主人公「丹下左膳」のモデルと偽り、その名前をもじった名を偽名として用いた。
眼帯は即席で作っており、鵺との戦いで破損した妖刕の鍔でできている。
2009年の静刃
中学1年生のころの静刃。当時は父親の死の直後で、親族が遺産で揉めていたため少し荒れていた。友達2人と酉の市に来ている時に左全と祈に声をかけられた。
鵺との戦いで、咄嗟に行った行動が原因で左全が負傷したことで自身を責め、このときの思いから、のちの静刃の人生に大きく影響を与えている。
左全によって貸与された妖刕によって鵺と戦い、炸牙によって撃退した。
立花・氷焔・アリスベル（たちばな・ビーニャン・アリスベル）
本作のメインヒロイン。黒髪のツインテールが特徴の少女。居鳳高1年IV組→X組。『魔女狩り魔女（マッギハンターマッギ）』、または『サムライガール』の異名で呼ばれる魔女。好きな物はイチゴ大福などの苺がらみの菓子で、パンツも苺柄。バストは88のD。口癖は「モーレツ」。得意料理はローストビーフ。
元々は香港に住む華族の末裔だったが、中国の秘密結社・藍幇に両親を殺され路頭に迷っていたが、生前の母から聞いた話を頼りに首里城の地下に封じられていた貘の下を訪ね契約を交わし、「亡き両親を生き返らせる」ために鳳凰戦役に参加する。
静刃に身を呈して庇ってもらった際に、初めて女の子扱いされたことがきっかけで彼に生まれて初めて恋心を抱く。
怒ったときには愛用していた軍用の双眼鏡を握り潰すほどの握力を発揮しており、その話を聞いた静刃を若干引かせた（後に静刃に新しい物を誕生日にプレゼントされている）。
2013年に戻り戦いを終えた後は、鳳の力で蘇生した両親を探すため香港に帰る。飛行機に乗る間際には、静刃と互いの想いを伝えあったうえでキスを交わし、再会を誓った。
貘と契約の満了や静刃に対する恋心について話し合い、自身が何の魔女かを聞かされた。世界に散らばる残りの魔剱を集めることを次の目標としている。
I種超能力者。武器は魔方陣環剱（サークルエッジ）と呼ばれるフラフープ状の剣で、通常時は分割しスカート内に収納している。必殺技は環剱から放つ「荷電粒子砲（メビウス）」。式力の源は体内のATPであり、いちご大福を食べることで補給している。
貘（ばく）
恋心を喰らい、殺めの武具を産む妖の官女。アリスベルと契約している。プラチナ色の長髪と藍玉色の瞳を持つ美女の姿をしており、本名は貘雲居昇時得（ばくくもいのぼりのときえ）。立花家との契約に縛られており、今はアリスベルを起点とする恋心しか食べられない。「武具を生産できる」固有式を持つ妖の刀鍛冶。長い時を生きてきたため経験豊富で、多様な式や話術に長けており、戦術面では頼りになる存在。膨大な資産も保有している。愛車はトヨタ・2000GTで、ラジコンも所有するほどの根っからの愛好家。
式力が充分ならばアリスベルや静刃（制限時）よりも強いと語っている。
鵺に1度殺されたが、事前に仕掛けていた式によりアルパカのマスコットに魂を入れることで死を免れ、復活までの間はこの姿で行動していた。体のサイズが小さいため式で銃弾を生み出すのがやっとであった。
アリスベルと静刃を見ている内に、次第に彼らの恋を奪う自身の存在に疑念を抱きつつ、恋心を奪うことを罪だと思えない自分自身をかえりみた。餓死の寸前に最後には神に願うほど彼らの恋を応援した。
2013年に帰還してからは立花家もとい、アリスベルとの契約が満了したため、周囲の者たちから少しずつ恋心を集めれるようになった。契約は満了したがアリスベルから「貘の危機には駆けつける」と言われ、涙ぐみそうになるなど彼女達の絆は強いことがうかがえた。
やるべきことのために過去へと赴く静刃と鵺を1人見送った。
黛 美々（まゆずみ びび）
作中の表記では「ビビ」。金髪のツインテールが特徴の少女。居鳳高1年V組→X組。魔法少女だが、「無法者の魔法少女」であることから『魔少女』と名乗る。戦闘時は魔法少女のコスチュームに身を包む。バストは87のD。「ビビニャン」の愛称で芸能活動をしているプロのアイドル。美少女オタクであり、同人誌即売会に赴くほど。
とある富豪とその愛人である海外の女優の間に生まれたハーフ。当初は孤児院で過ごしていたが、本妻の娘であるルリに引き取られては何不自由なく生活していた。ある出来事からその関係は瓦解し、彼女から一方的に虐げられるようになった。そして死を覚悟して自殺を図ったが鵺によって阻止される。その後、鵺と契約し魔法少女になった。鵺によって自身がルリによって体感した虐待を夢で見る呪いをかけられており、そのため彼女との関係を修復するため「過去の改竄」を願い鳳凰戦役に参加する。
Nu-Ma-Uitaのセンターを担当しており、他のメンバーにダンスや歌を指導している。
すべての戦いが終わったあとはアイドル業に精を出し、決まった曜日に親友のルリの介護をしに行っている。
主に電気の式を操るIII種超能力者。武器はグレイブ状への変形機構を備えたフリントロック式のサーベル。式力の源は電力であり、送電線から無断で供給している。鵺との戦いで、不安定ではあるが攻撃力特化の2段階変身「ビビオーバードライブ」を発動している。
京菱 キリコ（きょうびし キリコ）
銀髪のツインテールと紅い瞳が特徴の無表情な少女。居鳳高1年X組。京菱グループの令嬢で天才エンジニアでもあり、居鳳高へは防衛省を通じて自ら進んで入学している。口癖は「ナンセンス」。主食はシリアル（に牛乳をかけたもの）。アニメが好きであり、PADのデザインやネコ耳型集音器などに多大な影響を受けている。
情動が極めて希薄であり、中学時代はそれによりいじめにあっていた。この頃から兵器エンジニアとしての才能を開花させ、PADにより自らいじめグループへの報復を行っている。人の心を知るため「自身の心の獲得」を願い鳳凰戦役に参加する。
ビビ戦ではシャノンを、アリスベル戦ではレタ＝デルオロに搭乗して戦っている。
逆上がりができなかったが、静刃のアドバイスを取り入れて体育のテストでぶっつけ本番ではあるができるようになった。文いわく、本番に強いとのこと。
Nu-Ma-Uitaでは機材の操作などの裏方を担当しているが、ビビが足を怪我したときに代わりに練習で踊っている。女子生徒にウケがよく、告知無しの5人目のメンバーとして登場させることが決まっている。
殲を倒すべく、ドレッドノートによって静刃達を遼寧へと送り届けた。戦いを終えた静刃が生きて戻ってきたことに涙するなど、少しずつではあるが感情が芽生え出している。
武装はPAD・シャノン。PAD・レタ＝デルオロ。
原田 祈（はらだ いのり）
静刃の義理の義理の妹。市ヶ谷女子中2年。中学生とは思えないほど女性として発育が良い。静刃が好きだと言ったハンバーグを朝から作るほど、お兄ちゃん想いの子。スカートを履いているにもかかわらず、配慮が足りないためによくパンチラをするが一向に改善される気配はない。
正体は日本政府から派遣されている静刃の監視役。ESP（超能力者）であり、異能相手なら超能力の使用が無制限に許可されている。
幼いころに任務先で静刃に命を助けられ、その時から恋心を抱いている。一途な面もある。
Nu-Ma-Uitaでは、人見知りである祈が人前で歌って踊れるまでに成長した。
2009年の祈
不連続体の調査のため、任務で鳳神社を訪れていた。とっさに考えて名乗った偽名はノリコ。
左全に静刃の記憶を封印するように指示をされて実行した。
左全と共に2009年の静刃に声をかけた。
鵺（ぬえ）
憎悪を喰らい、夢と希望を世に広める魔法少女を産み出す妖の官女。ピンクのツインテールに左右で瞳の色が違うのが特徴。服装はゴスロリで語尾に「～じょ」「～にゃあ」というなど本人が認めるほど設定が盛りすぎな人物。ビビや大勢の魔法少女と契約している。本名は鵺七宝浮図乃塔（ぬえしっぽうふずのと）。負の感情を集めるランドセル「怨函」を背負っており、大昔から今の格好でいたため、それを見た人によってアニメの魔法少女のモデルとなった。文字通りの魔法少女の先駆者である。貘や貉とは違い、普通の食事もできる。昔ドイツにいたことがあり、ドイツ語が喋れる。
貘とは因縁があり、過去に貘の使役する妖刕によって首を斬られたこともあり、怨んでいる。その傷跡は刺青で隠している。
暦鏡で訪れた過去で、生き返ったあとクリムゾン・ベルを装着したアリスベルの荷電粒子砲を受けて敗北した。
身体であるアクアステルはそのままに、魂だけをアンゴラウサギのストラップに移して逃亡を図ったがその後、静刃達にあっけなく捕まり、自身のアクアステルを人質として囚われ同行する羽目になった。しかし、殲と巻との戦いから逃れるためにやむを得ず貘に復活させられ、静刃達に協力している。
パンスペルミアの砦を独自に推測をたて、それの阻止のため静刃達に同行、協力する関係となった。
第2形体では頭に鹿のような角が生え、ピンク色の体毛が下着のように身体を覆う。
桃井 矢子（ももい やこ）
祈の腹違いの姉で、静刃の「義理の義理の姉」。静刃のことを「せーくん」と呼ぶおっとりとした少女。居鳳高2年X組。セアラよりも巨乳。治癒術などの支援を得意とする白魔女。稀有な生まれつきの異能である。昔から自然治癒力が高かったこともあり幼少の頃から周囲に気味悪がられていた（そのため、自分のことが好きになれないと静刃に告げた）。国際免許持ちだがペーパードライバー。
幼い頃に住んでいた村が洪水で流されたとき1人だけ助かり、その後政府に引き取られ育ててもらったという恩がある。そのため、自身の命を軽んじている傾向がある。
政府から「パンスペルミアの砦」の阻止のため、体内に焉弾（メガデス）を施されており、鳳復活の際には自身と鳳を絶界に隔離した後に焉弾によって道連れにするよう命令を受けている。だが、政府への定期連絡を静刃に聞かれてしまい、その際に矢子が焉弾を使わなくても静刃が2つ目の願いで鳳を殺すと聞かされて諭される。瑠姫との戦いで不足した式力を補うため施されていた焉弾を取り崩し、起死回生の一撃を放った。
Nu-Ma-Uitaでは、体力の無さを克服するために毎朝、ランニングをするなど努力している。ダンスでの運動オンチは、祈とポチタマ体操の振り付けを取り入れる方法で克服した。
瑠姫 ハニーリズ（るき ハニーリズ）
居鳳高3年IV組で生徒会長を務めるツーサイドアップの髪形が特徴の少女。『断空の魔女』の異名を持つ。根っからのSで美しいものが好き。名前は魔号（自称）であり、本名は佐藤よし子。出身は山形県であり、好物はテンダーロインのステーキと稲花餅。鳳の欠片をただの綺麗な宝石という理由で欲しがっている。
鴉と契約しており、その年齢では考えられない高い能力を持つ。また、過去に『紫電の魔女』に師事していたことがあり、影に潜るなど同様の能力を使うことができる。
鴉の充式によって右目にバーミリオンの瞳を発動できる。
静刃と矢子との決闘に負けてから鴉との契約は切られてしまい、「自分だけでは大した式も使えない劣等魔女」と言っている。だが自力で影に潜る、花弁に姿を変える式は使える様子。契約は破棄されたが今でも鴉との関係は続いている。普段から着ている服は魔女みたいな格好である。
鵺との戦いでは彼女が協力を申し出なければ静刃以外全滅したままだった。静刃のことを「私の勇者」と呼んでいる。
Nu-Ma-Uitaでは、呪いの歌を歌い過ぎているためかビビに「女ジャイアン」と呼ばれるほど酷かったがソロ以外なら誤魔化せるぐらいには改善された。
早乙女 刹那（さおとめ せつな）
政府の下で働いている妖刕の少女。13歳。貉の病気を龒に治してもらうために戦っている。2010年時点では都立渋谷中学に通う1年生だが、大人びた容姿をしている。静刃との初の顔合わせでは中性的なキザな言動から男だと勘違いされていた。
両親も妖刕だったが、既に故人であり、貉と2人で暮らしている。家の教えに従い「妖刕」として生きるために普段から雄々しく振舞っているため、中学では女子からラブレターを貰うほど人気があるが、貉との契約の影響で友情を感じづらくなっているため友人を作らない。
ただし、こっそりお菓子を食べたりイラストレーターを将来の夢としているなど、年相応の少女らしさも備えている。また、家事も苦手で料理ができず、加えて携帯電話はおろかテレビのリモコンすら説明書（手書き）がないとまともに扱えない極度の機械オンチである。
2013年では警視庁の超能力捜査顧問部の指導係をしている。
「妖刕」らしくない静刃を「ニセ妖刕」と軽蔑していたが、彼とともに戦う内に好意を抱くようになる。
仍島の戦いで殲の芭蕉扇から静刃を庇ったことにより両目を負傷したが、静刃達が暦鏡で逃げる時間を稼ぐため、その場に1人残って戦った。その際に妖刕の時間制限、潜在能力開放の上限を超えた。
2013年に帰還した静刃達と再会を果たしたときには16歳になっており、女性らしく成長していた。再会できた感動のあまり、静刃と抱擁して普段の刹那を知る乾を困惑させた。
殲が超荷電粒子砲の光弾を静刃に跳ね返したのを身を呈して庇い、着用していたビビの作った下着（反射効果）によって殲に跳ね返して戦いに終止符を打った。
遼寧での戦いで荷電粒子砲によって妖刕と白套が破損し、完全に機能しなくなった。
武器は二刀一対のサーベル状の妖刀、スミス&ウェッソンM&P・R8。黒を基調としている静刃に対して白を基調とした白套（ハクド）を身につけている。また、蹴り技を主体とした格闘術も身につけており、抜刀せずともある程度戦うことができる。

### 居鳳高関係者
森 セアラ（もり セアラ）
静刃の所属する1年X組の担任を務めるクォーターの女性。理系と英語を担当。彼女自身も居鳳高OGでX組に在籍していた。巨乳であり、そのせいで大学生の時代「ロケット」とあだ名で呼ばれていた。静刃を自分の虜にしようとして企んでおり、度々誘惑している。
鳳の復活の際には、他の異能に気付かれないように周囲を偽装した。
居鳳高生が周囲の正体に気づいてきた時期に行う黒ミサの開催を快く思ってはいないが、音楽室をビビ達が使えるように生徒に根回ししてくれている。
引き抜かれて居鳳高に来る前は、公安4課に所属していた。
八九藻（やくも）
1年X組副担任を務める女性。文系と体育を担当。狐の妖。普段は狐の耳を髪の毛に偽装している。狐火を自在に出すことができる。そのサバサバとした性格から居鳳高の女性教員に人気。
逆上がりができないキリコの姿を笑った静刃に練習に付き合うように指示をしており、いじめは許さないと熱く語っている。
なにかと面倒見が良く、ビビ達がダンスの練習をしているときに指導してくれた。
斑鳩 乃重（いかるが のえ）
居鳳高校長。教職に就いてはいるが、いざと言うときには国家の存亡に関わるほど強力なESP。姿は14歳くらいだが、セアラが調べたところ正式記録では119歳とも言われており、死亡通知も過去に6回出されている謎の多い人物。この名前は彼女個人か、それとも集団を指すのかすら不明である。
生まれつきの盲目でそれに加え、歩く、喋ることもできないため、電動車椅子に座ってボーカロイドの合成音声で応答をする。静刃と瑠姫との決闘を認可し、静刃側が不利だと判断し矢子のサポートを認めた。
點（てん）
IV組所属の小柄な少女。日本人と台湾人のハーフ。元々藍幇に所属していたが、獅堂に負けてからは藍幇の情報を日本に流している2重スパイ。自身を「不定形」と言い、元々の姿を忘れてしまっている。
観貌模写（ミミック）という姿形や色を変化でき、異能に感知されない技をもつ。美少女の姿を見ると集中してしまい、その姿になってしまう癖がある。

### 妖（獣人・化生）
鴉（からす）
瑠姫と契約している、貘よりも上位の妖。瑠姫に充式を施している。肉体を捨てており精神のみの存在。本体は成層圏に存在し、半霊体と化している。外殻は靄でできており、300メートル以内に近付くものは何であろうと迎撃される。核は光の繭に包まれているが静刃達が近付いた際には、繭が絡み合う樹木（セフィロトの樹）のように変化した。核の中にいた姿は全身を丸めて眠る幼い少女の形であり、髪に翼が混じるように生えている。
汚れた肉体を持つ人間が嫌いと語るが、反面その心には興味がある。中でもヒステリックな乙女となら契約を交わす事がある（当代は瑠姫）。その昔、契約者に鳳の欠片を集めさせていた。
後に瑠姫にヌイグルミを依り代として降霊させられた。静刃達を過去から連れ戻すため、ビビ達に「神隠しの式」を行うことを提案する。
「神隠し」を行うのに必要な莫大な式力を、乙女の熱狂を66人分集めるようにビビ達に言っており、このときの会話で鴉も心喰らいであり、熱狂の感情を喰らうことが判明した。感情をただ食べるのではなく、感情を濾した後、その抽出された魔力だけを食べる一段上のグルメである。
鳳（おおとり）
妖の王。8つの願いを叶えることができるとされる存在。大きさは7メートルほどであり、姿は鳥ではなく炎でできた顔の無い巨人。鳳自身が炎を放っているのではなく、地球の大気によって燃やされている。頭部の周囲にある光る球は8つであり、叶えられる願いの数を表している。
妖の古代言語でしか意思疏通ができないなどの制限があり、復活の際は離れていないと死ぬとされている。願いは「命を与える（増やす、生き返らせる）」ことしか叶えることはできない。
今回の復活では鵺の命のストック、鵺に殺された貘、アリスベル、ビビ、キリコ、矢子、そしてアリスベルの念願だった両親を生き返らせることに使われた。
死後、再び欠片となって世界中に散らばっていっている。
貉（らく）
早乙女家と代々契約している妖。プラチナブロンドの長髪で和服姿の女性。貘と同じく「武具を生産できる」固有式を持つ。貘が恋心を喰らうのに対し、貉は友情を喰らう。暴食であり、家族の情でさえ手をつけるほどであり、それゆえ刹那には友達がいない。長年人の友情しか食べていなかったために他の物を食べることができなくなっている。栄養失調のため、アイスブルーの瞳は白濁しており盲目である。
このまま死ぬことを受け入れており、死ぬ前に刹那に友達ができるところを見たいと思っている。
紫外線に弱く、陽の光で火傷を負ってしまうため、普段は暗く閉めきった部屋でそれに日傘をさして過ごしている。
自身が脆弱な妖であるため、郷土の荒廃を先読みする力が備わっている。殲の一件が片付いたら刹那に妖刕であることを辞めて欲しいと思っており、そのことを貘と鵺に語った。
2011年に毒によって自殺をした。アクアステルは刹那によって8つに分けられ、1つはペンダントとして刹那が所持しており、残りは隠されている。
貂（てん）
貉との会話にて名前のみ登場する妖。貘や貉と同じく妖刕の刀鍛冶。
護國乃龒（ごこくのたつ）
鳳と同じ位であり、龍。日本の守り神の1柱で地脈を司っている。貘達と同じく『心喰らい』で愛国心、郷土愛を1億人から少しづつ集めて食べる。心優しい妖の王妃。
政権交代の折、異能のテロリストによって崩御し、アクアステルとなってしまった。
復活の際に流氷ほどの氷を発生させる。鱗のある鯨のような姿で体長は500メートル。本体は深海で過ごし、海と大地を鎮める役割を担う。国会議事堂地下の祠に乙姫を幼くしたような姿の分身で現れる。
鵼（コン）
殲と契約している中国に住む妖。殲と同じ境遇、素質を見出だされた者達を小飼いにしている。2004年の時点で殲よりも前に青、緑、黄、白色の服を着た4人と契約し、魔法少女にしている。頭に翼を生やしているのが特徴。
クエス
ドイツに住む妖。日本名では「獗（ケツ）」。外見はロングヘアの美女。貘と同じく人の恋心を食べる。『胡蝶（こちょう）の魔女』と呼ばれている。借金が日本円に換算すると13億1千万円もあり、長く生きた獗ほど高くなった生活水準が落とせなくなりこうなるとのこと。恋喰いであり、同性愛などのアブノーマルな恋愛を好んで食べる。
タヌキの妖であり、感情を露にしたときは普段のおっとりした口調とはうって変わり、男口調になる。自分の利益のためには他人を平気で騙し裏切りるなど酷薄。第2態では目の周りに痣のような模様と大きな尻尾が生える。
2度目の時間遡行で2009年のドイツに漂着した静刃たちをメーヤら【師団】の斥候から助け、元の時代に帰るための暦鏡を作る条件として【眷属】への協力を要請する。仕事が完了した後は指定した額の報酬と引き換えに「凹面暦鏡」を制作したものの、元いた時間にまで足りないことを隠し、静刃たちを騙して2013年ではなく「4周目の時間軸」に送った。

### 妖刕・黒套の精
刀精姉妹
静刃が死ぬ間際に出会った女性達。分かりやすく自分達を妖刕の精と称し、静刃が異能ではなく、普通の人間だと告げた。
刀精姉妹は貘の仕掛けた制限により、足首に鉄球の付いた足枷をされている。静刃に妖刕の制限を解くための説得をした。
妖子（ようこ）
妖刕の精で刕子の姉。長い黒髪に風車を挿している和装姿の女性。どことなくアリスベルとビビに似ている。右腕と右目を失い戦う気力のない静刃に「そのくらいなんだよ」と詰め寄った。
刕子（とうこ）
妖刕の精で妖子の妹。キャミソールを着た金髪碧眼の女性。祈と矢子に似ている。日本語が上手ではなく、言葉に詰まると英語で喋ってしまう癖がある。
套子（ドコ）
黒套の精。黒い甲冑を身につけた小柄な少女。キリコに似ている。言われて気づくほど存在感が希薄。

### 藍幇関係者
殲（チェン）
鵼と契約している中国版魔法少女。お団子のツインテールとチャイナ服が特徴の女性。魔法少女の衣装もチャイナ服を基調としている。霊獣・麒麟を使役しており、それに跨がったまま早乙女家に侵入してきた。独自に日本のアニメからヒントを得て2段階変身を身に付けているなど魔法少女としては強者である。
劣悪な環境で生まれ育ち、行き倒れていた所を鵼に拾われ魔法少女になった。中国よりも富んでいる日本を妬んでおり、日本を植民地化するのを目的としている。
遼寧での戦いでは、100%潜在能力開放の静刃と刹那を同時に相手取り、偃月刀による近接攻撃と式による遠距離攻撃を巧みに用いて静刃達を追い詰めた。
妖刕の奥の手である制限時間を超えた状態である500%の静刃に敗れ、身柄を公安に引き渡された。公安に事情聴取されることが決まっている。
武器は上下に刃のついた青龍偃月刀。式力の源はアルコールであり、所持している瓢箪から摂取する。
麟（リン）
妖の一種。戦闘力は軍馬より少し強いくらい。自在に殲の絶界を行き来でき、殲の窮地に駆けつけた。尻尾の先に龒の欠片を隠し持っていた。
巻 六雄（まき むつお）
陸上自衛隊東部方面隊第1師団第1戦車大隊所属の自衛隊員。階級は一佐。身長約2mの筋骨隆々としたオカマ。肌が黒いのをファンデーションで白くし、口紅を塗っている。2010年時点で26歳。
ふざけた外見や口調とは裏腹に世界情勢や日本の立ち位置の未来を見据えているなど、麻生からも認められる才覚の持ち主である。その愛国心が高じた結果、藍幇と手を組んでクーデターを画策し、捕縛の依頼を受けた静刃たちと敵対する。
仍島での戦いでは10式戦車を用いて静刃達と戦った。
静刃達が2011年に凹面暦鏡で時間跳躍した先、沖の江島で京菱製新型戦車「17式」の演習をしていた。隠れていた静刃の姿を見つけるやいなや、仍島での戦いの続きをしようと戦いを仕掛けたが大地震の津波を目の当たりにし、静刃と共に17式で陸自の揚陸艦を沖へ押した。その後津波によって被災した人達を救った。
2013年では降格し、アメリカ・カナダ管轄の防衛駐在官になっている。今は再起を図っている最中。
諸葛 静幻（しょかつ せいげん）
香港藍幇のトップに立った人物。藍幇の内部抗争でアリスベルの両親の仇を消した人物であり、アリスベルにとっては恩人。2008年末期に癌を患っていた。
元の時間軸では2010年6月に死亡したはずが2周目では2010年12月に亡くなった。この変化は、不連続体を所持するキンジが関わったのが原因だと言われている。

### 師団（ディーン）
メーヤ・ロマーノ
バチカン所属の修道女。白い法衣を纏い、大剣を所持している。『祝光（しゅくこう）の魔女』と呼ばれている高位の魔女。ドイツに突然出現した異能である静刃たちの存在を感知し、素性を隠そうとする彼らに問答無用で襲いかかるが、彼女からすれば未知であるアリスベルの式により、敗北。クエスの出現により撤退した。
キンジの逃亡先でカツェ達に囲まれたが、アリスベルの荷電粒子砲の直撃を受け、衣服と武装である大剣を破壊された。
カイザー
リバティー・メイソン所属の暗殺者。黒を基調とした服を纏っている。暗器を使いこなす金髪の美男子であり、訛りのある日本語を喋る。暗殺者であるため、真っ向から勝負を挑むタイプではなく、会話を用いての搦め手や毒物を使用するなど容赦はない。

### 眷属（グレナダ）
セーラ・フッド
【眷属】所属の銀髪の少女。『颱風（かぜ）の魔女』と呼ばれる弓使い。魔女連隊と行動を共にしており、射撃武器の顧問として少女兵士に指導をしている。当人は気づいていないが静刃の妖刕によって勝手に技を1つコピーされた。天候を操り、彼女の射る矢は的を外したことがない。
ロビン・フッドの末裔である。
魔女連隊（レギメント・ヘクセ）
ナチスドイツの生き残りでタイトスカートの黒制服を纏った女性で構成されている。三角帽を被った魔女と剣や銃で武装した少女兵がいる。
イヴェリタ・イステル
金髪の白人女性。魔女連隊を率いる長官。他の隊員とは違い、1人だけ軍帽を着用している。黒套を纏った静刃を一目で気に入るほど、ナチスを愛している人物。時間に厳しい一面を持つ。
カツェ＝グラッセ
魔女連隊の連隊長で『厄水の魔女』と呼ばれる小柄な魔女。連隊きってのエースで、パトラにジャンヌに変装するための化粧を施した。キンジの逃亡先をアリスベル達と強襲した際には現場指揮を務めている。
リサ・アヴェ・デュ・アンク
眷属所属の代表戦士の1人であるメイド服を着た少女（フルネームは本作では未登場）。イヴェリタの命令で、眷属に雇われた静刃達の身の回りの世話を担当する。貘によると高位の妖の血が流れている。
師団の拠点を対戦車砲で攻撃した後、眷属を抜けて逃亡する。後にキンジと行動を共にしている。
閻（えん）
長身の鬼の女。態度から粗暴な印象を受ける。2本の角が片側によっているのが特徴。静刃いわく「男よりもイケメン顔」。
パトラ
『砂礫の魔女』と呼ばれる魔女。ビキニのような格好をしている。星占いや砂占いが得意であり、それを用いて逃亡したキンジの居場所を特定した。甲虫を使い魔として使役している。

### その他
宝城 ルリ（ほうじょう ルリ）
ビビを孤児院から引き取った女の子。魔法少女モノのアニメが好きでビビと一緒によく見ていたが成長するにつれ趣味がアニメからアイドルへと変わった。アイドルオーディションをビビと共に受けるも、ビビだけが合格し、自分に対しグラビアなどの仕事をさせようとする大人達の会話を聞き絶望し、その日からビビを虐げるようになる。
今は鵺の呪いによって精神が不安定になっており、ビビと再会してもビビとは認識できなかった。
今はビビに決まった曜日に介護を受け、日に日に快方に向かっている。
小早川姉妹（こばやかわ）
ルリに仕えるメイドの姉妹。ルリが豹変してからはルリと共にビビを虐げる。
ビビが再び宝城家に戻ってきたときには消されていた記憶も戻っていた。
平賀 文（ひらが あや）
『緋弾のアリア』の登場人物。現在は京菱イノベーティブに所属しキリコの助手を務めており、1ヵ月の半分をアメリカで過ごしている。キリコよりも年上だが、命令口調で言われても気にすることのない器の広さを持った人物である。キリコの造ったオートキリコは、彼女の補佐により本物のキリコと区別のつかない領域まで発展した。
真田 小百合（さなだ こゆり）
ビビをストーキングする小5くらいの少女。自身を「コビビ」と呼ぶなど、その溺愛っぷりはすさまじく、ビビの物なら何でも欲しがり、ビビが出したゴミまで回収するほどである。静刃とビビの調査、郵便物の伝票番号からキリコが自宅を特定し、突撃した。彼女の自作のコスチューム姿のあまりの可愛さからビビに可愛がられてしまう。ビビいわくマネージャーにするとのこと。
ビビの魔法少女姿を目撃しているが、何かのアニメのコスチュームと勘違いしているので、魔法少女の掟には干渉はしないでいる。
獅堂 虎厳（しどう とらお）
警視庁公安部公安第0課所属。愛用の煙草はラッキーストライク。国家の重要案件である「パンスペルミアの砦」を部下であるキンジと共に追っている。0課の伝統であるコイントスの結果をはぐらかそうとするなど、呑気な性格である。
2013年に戻ってきた静刃達の前に現れて、失踪していた静刃達の代わりに龒の欠片を中国まで取りに行かされたことを注意した。その腹いせと静刃の力量を測るべく戦い、圧倒的膂力によって静刃を負かす。負かした静刃を連れて2人で食事をしながら、話をして「いつか普通の人間に戻りたければ、体と技は刀とコートに借りておけ」と言い残した。
「先天性筋形質多重症」という特異体質の持ち主で、通常の人間と比べて256倍の出力を出せ、遥かに頑強な肉体を持つ。ちょっとした刃物や銃弾は通さないが皮膚は常人と同じである。
同じ体質だった先祖が金剛力士像のモデルとなっている。
武器はAMTハードボーラー・ロングスライド。
乾 桜（いぬい さくら）
『緋弾のアリアAA』の登場人物（フルネームは本作では未登場）。2013年時点では獅堂のお目付け役として同行している。
神崎・H・アリア（かんざき・エイチ・アリア）
『緋弾のアリア』のメインヒロイン。「双剣双銃（カドラ）」の二つ名を持つ。2010年から「刻の結晶」を用いて元の時代まで肉体の時間を極限まで緩慢にしていた静刃たちを襲撃し、目覚めた静刃とアリスベルを同時に相手取り難なく制圧するが、不知火に横槍を入れられ撤収する。
貘の話では不連続体を所持しており、少しずつではあるが密かに歴史に影響を与えている。
2013年1月には神戸にてアリスベルと貘を襲撃するも、公安0課との衝突の末退いている。
レキ
『緋弾のアリア』のヒロインの1人。狙撃手としてアリアのサポートを行っている。貘の恋函が重要な物だと即座に見抜き、狙撃して破壊した。
2013年1月の神戸で0課の獅堂とキンジに接触され、貘の機転により1人逃亡したアリスベルを光学迷彩のマントを纏って追跡、狙撃した。
不知火 亮（しらぬい りょう）
『緋弾のアリア』の登場人物（フルネームは本作では未登場）。日本政府の関係者。2010年に訪れた静刃達をアリア達から引き剥がし、彼が先生と呼ぶ麻生の下まで送り届けた。女性には優しく笑顔を絶やさない人物である。
送迎に使った車は2013年で乾が引き継いでいる。
麻生 玄朗（あそう げんろう）
日本の政治家。元総理大臣だが現在は野党議員。1度目の時間遡行で2010年にやってきた静刃達に、未来に戻るための手引きをする条件に「異能絡みの仕事」を依頼する。
2013年に戻ってきた静刃と獅堂の戦いを苦笑いしつつも見守った。
東京武偵校校長の緑松とは知り合いである。
遠山 キンジ（とおやま きんじ）
『緋弾のアリア』の主人公で、「不可能を可能にする男」「哿（エネイブル）」の二つ名で呼ばれている。2013年時点では東京大学に在籍しながら公安0課に所属しており、冬の神戸にてアリスベルと貘を襲撃している。
2009年では【眷属】の一派である魔女連隊から「呪いの男（フルヒマン）」という異名で危険視され、【眷属】に雇われた静刃たちと戦うことになる。最初に静刃と対峙した際には、ヒステリアモードになっていなかったことから噂通りの強さが感じられなかったため、偽物と誤認され見逃される。その後アリスベルが対峙した際には、彼女を含む魔女4人に包囲され、荷電粒子砲によって敗れたメーヤを人質にとられて降伏、魔女連隊に引き渡された。
キンジ自身も知らないことだが不連続体を所持しており、それにより諸葛の寿命が半年延びたのではないかと考えられている。静刃達には『自然の復元力』が邪魔者であるキンジと自分達とを同士討ちさせる目的でドイツに必然的に暦鏡の出口が繋がったのではないかと考えられている。
ウスタマカ兄弟
貘が2009年を離れる前に立ち寄ったなんでも屋の店主達。
貘の新たな恋函となる菓子箱を売ったが、彼女からそれを数年後に日本にいる自分のもとに持ってきてほしいという依頼を受ける。不可解な依頼内容を訝しむも、兄弟間で「その日に貘が来るか、来ないか」の賭けをすることで依頼を受ける。
2013年に貘と再会を果たし、貘に賭けをしていたことを打ち明けた。兄はおでこ、弟はつむじから髪が薄くなり、貘はまるで兄弟で競争をしているようだと思われた。
名前をアルファベットにしたustamakaを逆にしたらakamatsuになることから、作者をモデルにしたものと言われている。
朱美ママ（あけみ）
獅堂の行きつけのスナック「天國」のママ。妙齢の美人で獅堂に惚れている。

## 用語解説

### 用語一覧
『緋弾のアリア』が初出の用語については緋弾のアリア#用語を参照。
異能（いのう）
魔女や魔法少女、超能力者といったものの総称。資質を持つ者は20人に1人。日本には600万人いる。その内、覚醒している者が1000人に1人。
身体のバランスを取るため、無意識の内に自然と左右対称の姿や髪形にする（魔女や魔法少女のツインテールはこのため）。
異能が集まると他の異能に察知されやすくなる。
魔法少女
日本固有の異能。普通の人間に魔法少女であることを知られてはいけない教えがあり、知った人間を殺さなくてはならない。
超能力者特区（ステルスSAR）
異能を集めて監視する場所。
摩周、居鳳、神澱（かみおり）の3箇所が存在する。
鳳凰戦役（フェニケ・ロワイヨ）
異能たちによる、「鳳の欠片」の争奪戦。
居鳳町
海に面している町。一通りの商業施設が揃ってはいるがどこか閉鎖的な印象を受ける。異能が犯罪を犯しても補導はされるが逮捕はされないなど、異能にとってはいわば無法地帯である。
居鳳高（いのうこう）
神奈川県横須賀市居鳳に設立された、若年の異能者を隔離教育するための国策校。静刃の入学前年までは魔法少女を育成する女子校だったため、男子の人数は静刃を含め3人しかいない。教職員は全員女性である。
クラスは6つあり、I〜V、Xの6クラス。各クラスで集められている生徒には共通点がある。
異能的な授業だけでなく、一般教科ももちろん教えてもらえる。
リーダーとなる素質を持つ者を学校側が指定して間引きする風習があり、セアラの在学時には死人が多数出た。
魔剱（まけん）
貘の母が打った全部で10本の剱。アリスベルの持つ環剱や6巻で判明した命剱（めいけん）が存在する。剱の画数と同じで、10本すべてを所持し、所持者が最後の剱になることで「魔剱」となる。
妖刕（ようとう）
異能の鍛冶師によって生み出された刀、およびその使い手を指す。刀は二刀一対であり、そこに使い手という「刀」を加えることで「刕」となる。使い手以外の者が持とうとすると非常に重く感じるため、他人には扱えない（別の時間軸に存在する本人は例外）。なお、刀を持つことで初めて「妖刕」という異能であり、使い手自体は「ただの人間」である。妖の刀鍛冶からの充式で機能しており、刀は手入れや修理をしなくても式力さえ有れば自動的に修復される。
制限を解除して初めて「妖刕使い」から本物の「妖刕」となる。
妖刕と黒套は機能を発言する際に、脳内に合成音声のようなものが流れる。それとは別に刀精達と意識すれば会話もできる。
妖刕の能力は以下を参照。
刀身の赤熱化。
刺した対象の凍結化。
バーミリオンの瞳
右目に高位情報式と呼ばれる、様々な情報を使用者に分かりやすく表示するもの。発動と同時に右目が緋色に輝く。色は人によって異なり、刹那の場合は青色である。
表示（ガイド）
バーミリオンの瞳によって使用者の視界に展開されるもの。静刃を例にすると、今までにプレイしたことのあるゲーム画面の表示がツギハギで表示される。これにより銃器や乗り物の操作方法が理解できる。
表示の機能は以下を参照。
推奨する斬撃や銃撃のコース。
潜在能力の上昇率。
目標の方向を指し示す、目標方向指示（ターゲットロケーター）。
暗視機能。
推奨する技の提案。
残り制限時間を知らせる断絶警報（インディケーター）。
読唇術、暗号解読による字幕。
通信の傍受。
心函による感情の収集の表示。
異性に対する攻略法。
記憶と現在の映像を重ねる魔改造。
異能の技のコピー。
3Dキャラを用いた解説。
念話
準潜在能力開放（セミオープンアクト）
普段の状態で2%である筋力を、妖刕に触れてさえいれば10%前後（5人分）まで潜在能力を上昇させ、発揮させる能力。触れていても意識していなければ発動しない。
潜在能力開放（オープンアクト）
妖刕を鞘から抜刀することにより準よりも大幅に潜在能力を発揮する能力。
この状態は連続、断続を問わず3分間しか力を発揮できない（残り1分となると『断絶警報』が鳴り、3分使いきると潜在能力開放ができなくなる。準は別）。
普段は身体への負担を考慮し20%前後までしか発揮出来ない制限が掛かっており、所有者・刀鍛冶・刀精の同意がなければ解除できない仕組みで、解除すればそれからは100%まで潜在能力を発揮できる。同時に男らしく獰猛な潜在人格開放も伴う。死ぬ覚悟さえあれば制限時間である3分を超えることも上限の100%超えることができる。
黒套（コクド）
静刃の身を守る防具。妖刕と同じく貘が産み出した裾の長い黒いコート。貘による充式で機能しており、内部の式力が無くなるとただのコートと同じである。革のベルトと金具が至る所に付いているが、これは武器を固定するためのものである。オープンフィンガーグローブと黒いブーツをセットで装備する。
防御力は拳銃で撃たれてもビンタされた程で済み、貘が言うには光学兵器も防げるらしい。
刀と同じく自動修復機能がある。
黒套の機能は以下を参照。
妖刕の使用による身体への負担の軽減。
着ているだけで治癒能力向上。
防御力を向上させる陽炎のような力場の展開。
寒暖差の激しい所での冷暖房。
コートの襟や裾の形状変化。
酔い醒まし
式
魔術による技の総称。
式力
異能が力を使うのに必要な力。式力の補充や回復は異能にもよるが食事（特定の成分を含む物の摂取）や睡眠で行える。
充式
術者から魔具や人物に対して式力を送ることを指す。受信側は肌が露出している程、効力が増す。
絶界
異次元空間を展開する式。術者のイメージによって変化する。戦闘では空間を術者の戦い易い場に変化させるのが定石ではあるが展開した側が式力を消費するのでその分不利となる。
絶界の中で戦いが完結することは稀であり、そのため敵の異能の下見に使われる事が多い。
常設絶界
常に絶界を展開していることを指す言葉。ただでさえ絶界を張るだけで多大な式力を消費するので、用いられるのは余程の式力を持った者に限られる。
念話（テレコ）
喋らなくても相手に意思を伝える式。要はテレパシー。貘などの上手な者は、喋りながら別の言葉を念話によって伝えることができる。
念感（テレフル）
テレパシーによって、言葉ではなく全身の感覚で感じとらせるもの。意識がはっきりしている夢（白昼夢）のような感じ。
焉弾（メガデス）
自爆の式。威力は超小型の戦術核兵器に相当する。
PAD（パーソナル・アーセナル・ドレス）
キリコが製作した先端科学兵装。
個人運用の・武器弾薬庫のような・艤装。制作した機体は【シャノン】【レタ＝デルオロ】【白刃】【クリムゾン・ベル】【ドレッドノート】のみ。
独立充式魔具（スタンドアローン）
充式によって機能する魔具。妖刕や黒套が該当する。色金粒子の影響を受けない。
化生
貘や鵺のような獣人を指す（妖とも呼ぶ）。人の姿の第1形態（プリモ）。人と獣が合わさったような第2形態（セコンティ）が存在する。妖にも階級があり貘や鵺は貴族階級である。第1態、第2態とも表記される。
アクアステル
妖が死んだ際、死を契機として発動する式により、肉体を欠片にして延命をはかるもの。欠片は必ず64個になり、欠片ごとに肉体のどこの部分かが決まっている。最上位の妖なら欠片に魂を入れられるが、貘や鵺などはその限りではなく魂の入れ物が別に必要となる。復活の際には第2形態の姿となる。
心喰らい（ハートイーター）
別名『心喰い（ここぐい）』。人の感情を食べる存在。「心函（シンカン）」から菓子の形で具現化した感情を糧とする。例として、恋を喰らう者であると「恋喰い（こいくい）」と区別する。
心函（シンカン）
心喰らいにとってなくてはならない物。箱はなんでも良いが、作るのに箱の内部に莫大な式力を注ぎ、2年間『寝かす』必要がある。
恋心をチョコレートに偽装する恋函（レンカン）。嫉妬などの負の感情をパフェにする怨函（オンカン）。友情を落雁にする朋瓶（ホウベイ）などが存在する。
妖の古代言語（ライカン・エンシェント）
鳳にはこの言語でしか意志疎通ができない。瑠姫はこれを用いて鴉に接触した。
パンスペルミアの砦
政府から矢子や公安0課の面子にも命令されている国家事案。末端である彼らには詳しいことは知らされていない。
殲魔女弾（マッキ・バスター）
魔女や異能に対して通常弾よりも効果のある弾丸。法化銀弾（ホーリー）、合融十字弾（クルスジェム）と同様のもの。
殲妖弾（ライカンキラー）
対妖用の銃弾。
京菱イノベーティブ
兵器を主に製造、開発している会社。京菱重工という会社の子会社であり、キリコが代表取締役。
オートキリコ
キリコの造った、キリコそっくりのヒューマノイド。3号まであり、それぞれ小学生～高校生のキリコを模してある。小学生版の1号はキリコが小学4年生のとき、自力で製作した。
隠蓑（かくれみの）
姿を消す魔具。貘が昔作ったことがあり、レキの光学迷彩のマントを見て思い出した。
公安0課
任務遂行のためならば殺人も許可されている超人による精鋭部隊。事業仕分けによって解体されたが2012年に再結成された。
対超能力者用手錠（ラテン・マネッテ）
この手錠を填められると異能が使えなくなる。貘くらいの妖だと腕力で引きちぎることが可能で効果がない。
刀精（とうせい）
妖刕の精霊。各刀ごとに存在し、それとは別に黒套の精霊も存在する。所有者の記憶にアクセスできるなどの力を持つ。血気盛んで戦うのが好きである。
姿は刀の所有者と友好関係を築くために所有者の記憶から近しい人物を合わせたような姿である。妖刕の製法は和洋折衷であり、姉は和装の女性で妹は外国人の姿。
暦鏡（こよみかがみ）
過去へと渡る次元の鏡を作る式。鵺が幾度も作ったが原理を知っているクエスも作ることはできる。そこまで強度はなく、時間が経つにつれ次元の境界は薄くなる。
凹面暦鏡（カフヒストリア）
暦鏡とは逆の原理で、未来へと渡る次元の鏡を作る式。構造が複雑であり、鵺にも理解が及ばない領域である。理解しているのはクエスのみ。
色金粒子（いろかねりゅうし）
璃璃粒子、瑠瑠粒子、緋緋粒子の3種類が存在する。超能力阻害粒子であり、この中では式の成功率が低下する。人工的には作り出せなく、自然現象である。式をあつかう者にとっては災害であり、「○○嵐」と呼称される。
不連続体
時間跳躍者。タイムトラベラーや物体を指す。静刃達以外にも多数存在するらしい。
存在劣化症候群
世界から異物と認識され、その時代に本来いない方の存在が薄くなっていくことを指す。うまく力が入らない、なかなか傷が癒えないなどの症状が現れる。
自然の修復力
過去で大きな変化をおこせば、それだけ未来である現在に影響を与えることを指す。人を1人殺せばその人物が本来関わるはずだった者にも影響を与えるなど影響は大きく広がる。復元力とも呼ばれる。
必殺の時刻（リーサル・アワー）
時間跳躍を繰り返すほど、その人物が世界から消されてしまう確率が増えることを指す。時間跳躍直後に起こる現象であり、静刃はトラックに引き殺されかけた。
超必殺の時刻（ゼニスリーサル・アワー）
4回もの時間を跳躍した静刃達を殺すため、自然の復元力が地震と津波の真っ只中に送り込んだ。
立体魔方陣（キュビ・マギルス）
ピンや金属の輪などの実際に存在する物を用いた魔法陣のこと。刻の結晶や凹面暦鏡などが挙げられる。
神隠し（かみかくし）
時空に穴を開け、特定の時代にいる人物を拐う式。使用には莫大な式力が必要である。
黒ミサ
人を熱狂させ、魔力を引き出す行為。鴉の要望に応えるべく、ビビ達はライブという形で行った。
Nu-Ma-Uita（ヌ・マ・ウィタ）
66人分の熱狂を集めるためビビ・矢子・瑠姫・祈の4人で結成したダンスボーカルユニット。キリコは裏方を担当している。ユニット名は「遠いあなたへ」の花言葉を持つ勿忘草のルーマニアでの名称であり、過去にいる静刃達への想いを込めて瑠姫に命名された。
魔女特戦隊（ベゾンデル・ヘクセ）
キンジを捕らえるため、カツェ・パトラ・セーラ・アリスベルといった眷属の魔女4人によって結成された。
17式
2011年に巻が率いる陸上自衛隊が試験運用していた京菱製の小型戦車。
遼寧（りょうねい）
別名ワリャーグ。ウクライナから中国に売却された空母。
公安4課
異能のエージェントが集う課。セアラが所属していた。
大感応（ゲシュタルト）
不特定多数の人の感情を1つにする大魔術。

### 異能の技能・武装など
アリスベル
荷電粒子砲（メビウス）
アリスベルが編み出した最新最強の必殺の固有式。換価重力子を環剱上で収束、加速させ放つ技。13秒の溜めが必要である。
相手の体表面から1cmまでは破壊せず、それ以外を徹底的に破壊する武装解除技（ビビはこの現象を「服ビリ」と呼んでいる）。魔力や体力を問わず、脱力させるなどの副次効果もある。
荷電粒子散弾銃（カナビス）
荷電粒子砲を生み出す過程で発明した派生技。脱力させる効果はそのままで1つ1つの光弾が小さく、広範囲に打ち出すために撃たれた者は服が所々破けることになる。
2013年では使う機会がなく、ビビや瑠姫程の実力があれば受けても大した効果が期待できない。
重力レンズ
環剱の内側にホログラムのような像を作り、通過した物の向きを屈折させて軌道を変える式。敵の攻撃の回避・反射に用いられる。技の性質上、展開中は荷電粒子砲が使用できないが小型の重力レンズなら環剱が無くても張れる。式力の消費が激しい式。
角揚力推進（ディーンライド）
環剱の内側に鎖を張り、その上に立つことで飛行する式。環剱をさながらサーフボードのように扱う。
八つ裂き光輪
アリスベルがウルトラマンの八つ裂き光輪を見て編み出した技。環剱を高速回転させて放つ。祈に対して放った結果、原田家の階段と玄関扉を破壊した。
回転翼（ローター）
回転させた環剱を頭上に放ち、身体を浮かせる式。速度は出るが式力の消費が激しい。傍目には天使の輪に見える。
連射砲（ウラヌス）
複数の光弾を放つ式。荷電粒子砲とは違い、ほとんど溜めが要らないが威力も弱い式。
焉弾（メガデス）
自爆の式で威力は超小型の戦術核兵器に匹敵する。キリコとの戦いで道連れに使おうとした。
クリムゾン・ベル
アリスベル専用のPAD。装備は背部に4つ搭載されたドローンビットのシールド展開機しか無く、攻撃手段はアリスベルの荷電粒子砲のみ。思考制御と肉体動作によって作動する。仍島の戦いで10式戦車を横転させるため、捨て身の特攻で全損した。
音紋（ソニック）
静刃の吼破と似て非なる技。式によって声を増幅させた技。
超荷電粒子砲（ギガウス）
環剱ではなく山手線のレールを用いて放つ巨大版の「荷電粒子砲」。
静刃
旋刃駁（センジンバク）
左右の刀を片方は上、もう片方を下にして重ねた手首を捻り、上下の刀を回転させて気流を生み出す技。飛び道具の回避に用いる。
傾巍十字（かしぎじゅうじ）
刀を交差させて鋏のようにし、相手に斬りかかる技。本来は交差した峰を蹴り、刃が閉じることで相手の首や胴を切断する技。
吼破（こうは）
目一杯息を吸い込んだ後、一気に放つ技。
白刃（ハクジ）
静刃専用のPAD。成層圏にいる鴉の下まで行くためにキリコが製作した。妖刕の表示により静刃にも操縦が可能となっている。
装備は【11mm電磁投擲銃】【GEモデルL3ミニマム重イオン･バリスタ】【ガウスライフル】【指弾ロケット】。
炸牙（さくが）
刀身の先端の速度を超音速まで瞬間的に引き上げ、衝撃波を生み出す技。新幹線に跳ねられるのと同じ威力であり、静刃よりも先に子供静刃が使った。
大炸牙（だいさくが）
両手に持った妖刕で同時に炸牙を放つ技。
衡王殺（こおうさつ）
素早い相手に対して用いる技。妖刕を箸のように揃え、2本平行な傷を相手に負わす技。傷口が近すぎると縫合が出来ず、その箇所の肉が腐り相手を後々、死に追いやる事ができる。
虚弾（こだん）
相手に接触した瞬間に身体を固め、威力を上げた体当たり。
避け襖（よけぶすま）
自身の身体の重要臓器を傷つけない角度で相手の銃弾や攻撃を貫通させる回避技。
巴局（ハゴク）
納刀してある妖刕の柄を握ったまま、軸足を基点にして地面に着けて伸ばした足を大きく旋回させることによる蹴り技。それにより強風をも巻き起こす技である。
準の1回転で成人男性を3人も数10cm浮き上がらせた。
左右の妖刕の柄を握り、蹴るのと合わせることで3段蹴りにすることで浮き上がっている3人を3方向に吹っ飛ばすことも可能。
冥眼（メイガン）
元々はセーラの技。冥眼は静刃版の名称である。制限つきであり、ごく稀に視認した相手の死期が分かる。静刃に「悪魔や死神みたいな格好をしているのに、それを助長するような…」と言われている。妖刕が勝手にコピーした技。
刃鋏樹（バチョウジュ）
X字に構えた刀の峰に相手の顎を乗せ、吊るす技。刃が外を向いているので刃を掴めば指が切り落とされる。
廻頸（カイケイ）
柔術の三角締めを、妖刕によって上昇した脚力で行う技。
ドレーン
クエスからコピーした技。相手の式力を奪う力。
ビビ
電離弾（プラズマ）
銃剣の銃口から電気の光弾を撃つ式。戦車の装甲すら貫通するほどの威力をもつ。
魅了（チャーム）
術者に対象を魅了させる式。
厄水（ゲル）
対象を捕らえるスライムを生み出す式。水辺で生み出すことができ、大きさは軽トラックほど。主に拷問に用いるが、ビビが「遊び過ぎて壊れた魔法少女もいる」と言っている。
電離霰弾（プラズマキャニスター）
喰らうと身体中に穴が開く式。傷口は焼けてしまうので血が外に出ない。そのため、すぐには死ねずのたうち回ってから死ぬ事になる。
位相幾何展開（マテリアライズ）
別次元から質量物を出し入れする式。
反射鏡（ラケット）
非実弾系の攻撃を跳ね返す鏡を作り出す式。実弾は跳ね返せないが非実弾系ならほとんどの式を跳ね返すことができる鏡を作る式。
キリコ
PAD シャノン
キリコが装着するPAD。白い機体。多数の銃器、ミサイルを装備しており、スラスターによる空中戦が主体。
【M134（ミニガン）】、【01式軽対戦車誘導弾】を搭載している。
PAD レタ=デルオロ
大きさが5mほどのPAD。シャノンよりも大きく、試作機である。
【減装2mm無反動バルカン砲（M61改）】と左腕に平賀文設計の3mの【大剣「アプリスカ（缶切り）」】を装備している。
武装は【M16改】、【アプリスカ】、【UAVビット】とそれによる【重イオン･バリスタ】。【FGM-148】、【XM214】、【25.4mm滑腔砲】、【指弾ロケット】、【ナックルバンカー（鉄杭打ち機）】、【電磁鞭】。機内にはFN P90とベレッタM93Rがある。
PAD ドレッドノート
全長6mのミサイルの形をしたPAD。光屈折迷彩の水空両用の機体。
祈
パルスニードル
眉間に力をいれることで任意の場所に念力によって攻撃する技。目には見えないので防ぐ術がない。
念動爆発（イヤボーン）
念動力を爆発させ、術者を中心に辺り一帯を吹き飛ばす技。
貘
刃抛（じんほう）
刀剣を投擲し、味方に渡す託刀術。静刃の下まで真っ直ぐに飛び、2㎞の距離を2本目の妖刕を届かせた。漫画版では回転して静刃の下に飛来した。
刻の結晶
過去から現在に戻るために使った式。ピンで囲った範囲内の時間を極限まで遅くさせる式。いわばコールドスリープに近いもの。
呼太恒（コタイコウ）
呼気をエネルギーに変換して、熱波を放ち周囲を焼き焦がす式。貘の奥の手であり自爆に等しい技。超小規模だが気体核攻撃。
矢子
陽電子砲（ポジ･エレットローネ）
伸ばした両腕と指先を相手に向けて、自身の腕の間を行き来する青白い光を放つ式。瑠姫の陰電子砲と正面から撃ち合った。
至大熾天閃（タントミラージュ）
太陽の光を貯めておき、任意に全身から閃光を放つ技。
瑠姫
ワラキアの歌笛
空気を肺に溜め込み、超音波のような奇声を放つ技。妖刕の潜在能力開放をキャンセルすることができ、妨害も可能。
吸血梔子花（ガデニア・ドラキュリア）
刺した対象の血液を吸う花を作り出す式。白い花弁が血を吸えば吸うほど、赤く染まって全ての花弁が真っ赤に染まると死に至る。
陰電子砲（ノガ･イレクトラン）
伸ばした両腕を相手に向けて、自身の腕の間を行き来する赤黒い光を放つ式。矢子との違いは10本の指を鉤爪のように曲げている点。矢子の陽電子砲と正面から撃ち合った（両方、戦争に使えると静刃は語っている）。
影刺黒牡丹（ダリア･コルセッテ）
ダリアの花を相手の影に突き立て、相手を動けなくする。影縫い。
黒の圧壁（プレシオン･ネロ）
影を次次元の門とし、幾重にも通過させる事で相手の重量を増幅させる式。10倍で内臓が潰れる。
鵺
離別（セパラシオン）
貘の恋心収集を邪魔する為に鵺が放った式。使い魔を用いて対象に呪いを運ばせた。
対象者には熱の症状が出て、心の奥底の思いを吐き出す（その間の記憶は残らない）。
絶対零度の式（アブソリュート･ゼロ）
対象を氷点下－200度で凍結させる式。
牙鳴刃（がなりば）
2メートル程の見えない垂直の鎌鼬を発生させる式。周囲の空気を加熱し、溶断する。熱真空刃。黒套に守られている静刃の右腕を易々切り落とした。
女平刃（めひらば）
視認できない鎌鼬を水平に2枚放つ式。
緋箍（ヒコリ）
右目を緋色に光らせレーザーを放つ式。極超短波増幅砲（メーザー・ピアス）と呼ばれる防御不能な技。1度射撃体勢に入るとキャンセルできない技でもある。鵺はこれを体内に3発まで装填することができ、再装填まではさらに1時間を要する。
暦鏡（こよみかがみ）
時間跳躍の式。
煽芭（センバ）
手のひらから圧力波を出す式。
刹那
斧踵嶽（ふしょうがく）
片手による逆立ちからの全体重を乗せた踵落とし。胴回し踵落とし。
傾巍十字（かしぎじゅうじ）
静刃と同じ技。妖刕の固有技の1つ。
吼破（こうは）
胸を膨らませるほど息を溜め、放つ轟音技。妖刕の固有技。
鴉
神隠し（かみかくし）
時空に穴を開けて拐う式。
殲
化勁火（ファジンフォ）
札に酒を吹きかけて火球を生み出す技。
芭蕉扇（バジャオシャーン）
電磁投射砲。扇に仕込まれている鉄串の針をマッハ8.5で撃ち出す物。発生する衝撃波で進路にあるものを破壊して進む。威力を調節することも可能。
貉
貉穴（らくけつ、むじなあな）
貉が昔、ローマに住んでいた頃に原理を学んだ和洋折衷の逃遁門。魔法の門。
蔦引（ツタビキ）
魔性の蔦の根を張り巡らせ、対象の足に蔦を絡ませて辿る式。対象が逃走後に身を落ち着けたときに2つに枝分かれして、術者である貉がその場所を感じ取れるというもの。要は発信器である。殲が言うにはとても古い式。
クエス
凹面暦鏡
暦鏡と逆の原理の式。
ドレーン
対象の式力を奪い取る式。短い時間で血液を大量に抜き取られるほどのダメージを与える。

## 既刊一覧

### 小説
- 赤松中学（著）・閏月戈（イラスト）、アスキー・メディアワークス〈電撃文庫〉、全7巻
  - 『やがて魔剱のアリスベル』2012年9月10日発売[57]、ISBN 978-4-04-886898-3
  - 『やがて魔剱のアリスベルII 蒼穹の戦線（）』2013年1月10日発売[58]、ISBN 978-4-04-891323-2
  - 『やがて魔剱のアリスベルIII 熾る不死鳥（）』2013年5月10日発売[59]、ISBN 978-4-04-891655-4
  - 『やがて魔剱のアリスベル ヒロインズ・アソート』2013年9月10日発売[60]、ISBN 978-4-04-891941-8
  - 『やがて魔剱のアリスベルIV 緋色の挑戦者（）』2014年5月10日発売[61]、ISBN 978-4-04-866566-7
  - 『やがて魔剱のアリスベルV 必殺の時刻（）』2015年1月10日発売[62]、ISBN 978-4-04-869043-0
  - 『やがて魔剱のアリスベルVI さらば妖刀（）』2016年1月9日発売[63]、ISBN 978-4-04-865714-3

### 漫画
- 赤松中学（原作）・閏月戈（キャラクターデザイン）・滝乃大祐（作画） 『やがて魔剱のアリスベル』KADOKAWA〈電撃コミックスNEXT〉、全3巻
  1. 2014年10月10日発売[64]、ISBN 978-4-04-866954-2
  2. 2015年6月10日発売[65]、ISBN 978-4-04-891323-2
  3. 2015年11月10日発売[66]、ISBN 978-4-04-891655-4